# フォクサー

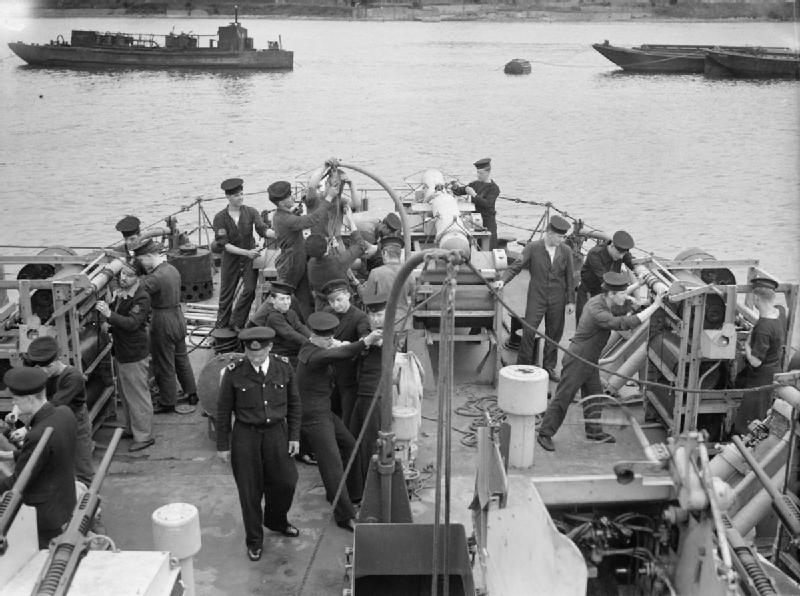
HMS Hind (U39)の深度計ラックの上に置かれたフォクサーデコイのフロート

フォクサー（Foxer）は、第二次世界大戦中、G7魚雷のようなドイツの音響追尾方式を混乱させるために使用された英国製のソナーデコイのコードネームである。

## 解説
米国版はコードネームFXRと呼ばれ、1943年9月末にすべての大西洋横断護衛艦に配備された。カナダ版もCAAT（Canadian Anti-Acoustic Torpedo）装置と呼ばれて製造された。米国ではノイズ発生器のファンファレに置き換えられた。
この装置は、船の後方数百メートルに曳航された1～2個のノイズ発生器で構成されていた。ノイズ発生器は、機械的に船のスクリュープロペラよりはるかに大きなキャビテーション音を発生させた。この騒音は、魚雷が燃料切れを起こすまで、音響魚雷を船体後方からノイズ発生器の周囲を旋回するパターンにそらすことができた。フォクサーの欠点は、船自身のASDICを無力化し、護衛艦に接近できる他のUボートの存在を分からなくしてしまうことであった。
それにもかかわらず、FXR対策はドイツの音響魚雷に対する囮にするのに非常に有効であることが証明された。発射された約700本のG7es魚雷のうち、狙いが定まったのは77本だけだった。

## 開発史

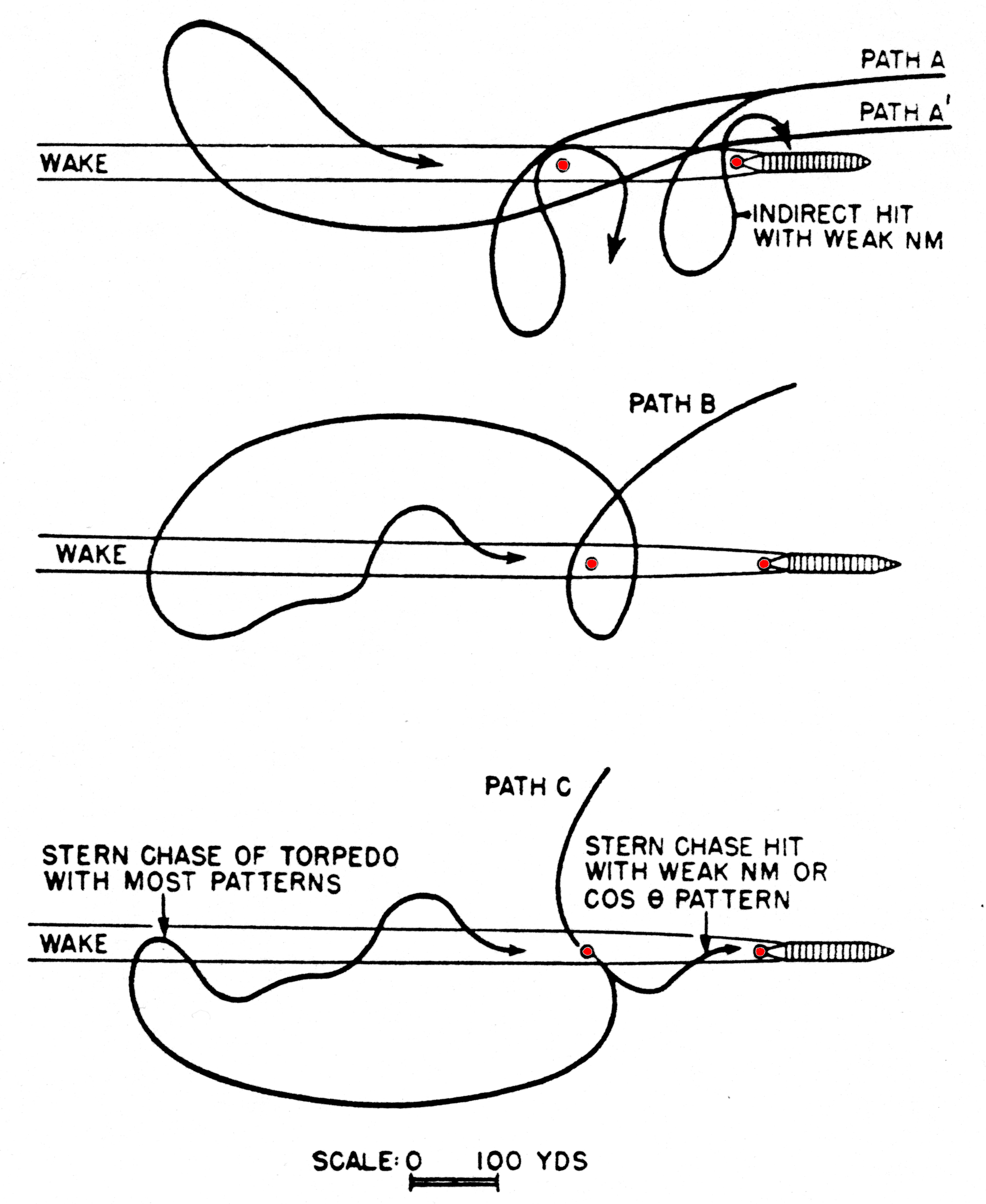
12ノットで航行する船舶に曳航されたノイズ発生器1台の効果。

1943年までに連合国の情報筋は、ドイツがパッシブ音響追尾方式魚雷を製造したことを示唆した。これは、船が水中を移動する際にスクリュープロペラから発生する音に追尾する。この脅威に対抗するため、さまざまな対策が検討された。音響機雷の掃海用に開発された曳航式ノイズ発生器がすでにあり、これは2本の鉄棒を平行に固定し、その間に水が流れるように隙間を設け、水の流れに垂直に曳航するものである。2本の棒の間を流れる水によって、2本の棒はたわみ、ぶつかり合い、1kHz以上の曳航船よりもはるかに大きなノイズを発生した。このノイズ発生器は、曳航船よりも20デシベルほど騒音が大きく、12ノットで曳航した場合、約25時間持続する。
アメリカは、この既存のノイズ発生器をFXRに発展させ、艦の後方500フィート付近で単独で曳航することになった。これは1943年7月までに生産が開始された。しかし、単一のノイズ発生器は、魚雷が前後両方からの音に等しく敏感である場合にのみ効果的に機能する。魚雷が後方からノイズ発生器の真上を通過する場合、艦船自体は真正面にあることになり、もし魚雷が後方からの騒音に対する感度を下げていた場合、ノイズ発生器からの大きな出力を無視して、艦船に接近する可能性がある。

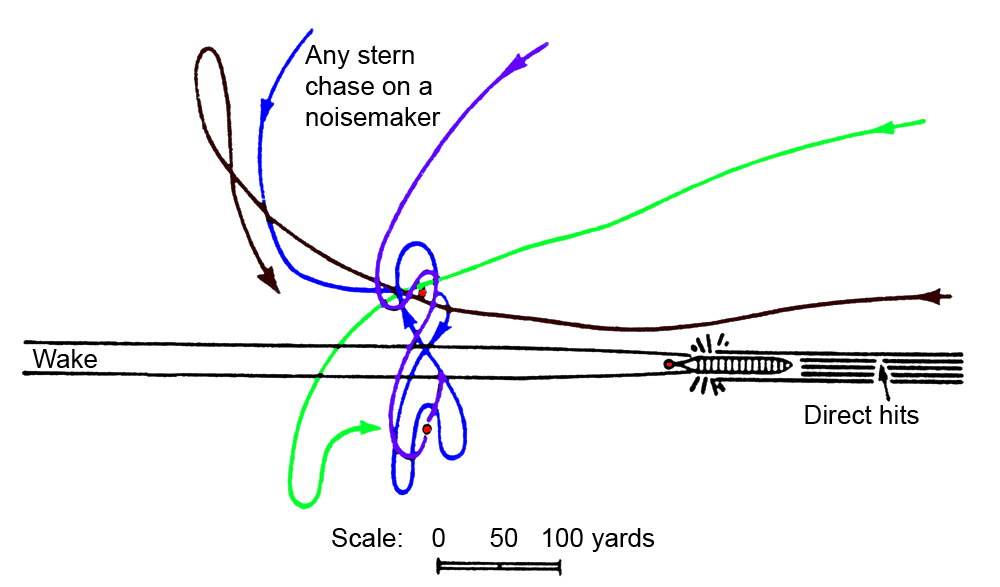
ドイツのパッシブ自動追尾音響魚雷の典型的な軌道は、2つの曳航されたノイズ発生器（赤で示されている）と16から18ノットで移動する船と相対する。右舷側からも同様の軌道を描いている。

コンボイONS18とコンボイON22で9隻を撃沈することに成功した後、魚雷の挙動についてのより詳細な研究が開始された。その結果、後方への感度が低下した魚雷（感度パターンがCosθの魚雷）に対しては、曳航式ノイズ発生器1台では十分な効果が得られないことが判明した。

## 仕組みと効果
フォクサーは、穴を開けた中空の金属パイプを3,000ポンド（1,400kg）以上並べたものである。これらは船の後方約200m（220yd）の水中を曳航され、穴の中を水が流れ、パイプがぶつかり合うことで、船のスクリュープロペラから出る音よりもはるかに大きなキャビテーション音が発生する。これは、ドイツの自動追尾音響魚雷が、キャビテーションによって発生する音の周波数と、最も大きなキャビテーション音に照準を合わせるように調整されていたため、うまくいかなかった。
ドイツのUボートの乗組員はこれを「Kreissäge（丸鋸）」「Rattelboje（ガラガラブイ）」と呼び、フォクサーの発生する騒音量を船の10～100倍と推定していた。
このシステムの限界は、14ノット（時速26km）より速く曳航できないことと、騒音のために曳航船のソナーが事実上使えなくなることだった。また、ドラムはすぐに消耗し、その音が水中で長距離にわたって聞こえるため、護送船団を捜索するUボートに曳航船の位置が知られることになった。
戦争末期、ドイツは曳航式デコイやノイズ発生器を回避できるT11ザウンケーニッヒII魚雷を開発した。しかし、テストが完了するまでにドイツが降伏したため、戦時中に実際に使用されることはなかった。